# Pára nad hrncem
Pára nad hrncem je česká černobílá komedie z roku 1950, která trvá 84 minut.

## Děj
František Kohout, mladý nadaný inženýr pracující v továrně na výrobu obráběcích strojů, se pravidelně dostává do potíží kvůli své slabosti pro alkohol. Po úspěšném dokončení projektů si čas od času dopřeje několikadenní flámování, během kterého zmizí z práce. Jeho absence kryje jeho přítel a spolubydlící, dělník Vašek, čímž mu umožňuje vyhnout se větším postihům. Jednoho dne ale Kohout téměř přijde o práci, což vyvolá diskusi mezi jeho kolegy i vedením továrny.
Závodní rada usoudí, že jediný způsob, jak Kohouta přivést na správnou cestu, je oženit ho. Za vhodnou nevěstu mu vyberou sekretářku Helenu, která bydlí ve stejné svobodárně jako Kohout a Vašek. Helena se s Kohoutem setkala náhodou, když jednoho dne, po návratu z flámu, vklouzla nedopatřením do jeho bytu. Po prvotním odmítnutí nakonec Helena souhlasí, že se za Kohouta provdá, což je považováno za cestu, jak mu zamezit další výstřelky.
Aby mohli Kohout a Helena bydlet spolu, je nezbytné, aby se i Vašek oženil se svou dívkou Jarmilou, která bydlí se stejnou Helenou. Plánují tedy dvě svatby současně. Jenže krátce před obřadem oba ženichové ztratí pojem o čase, když se pustí do montáže nového automatu, který má být klíčovým projektem závodu. Kohout také ztratí důležitý technický nákres, který později najde v kavárně, kde si kdysi zapisoval své poznámky na ubrus. Zatímco se Kohout snaží dokončit svůj technický zlepšovák, nevěsty spolu s hosty čekají na radnici. Po sérii nedorozumění, zmatených honiček a hledání ženichů se nakonec oba svatební páry setkají. Svatební obřad je nakonec uspořádán ne v původně plánované lokalitě, ale v Poděbradech, kde se oba páry šťastně vezmou. Film končí s nadějí, že Kohout, nyní šťastně ženatý, se bude moci plně věnovat své práci a přispět k budování nové společnosti bez dalších flámů.

## štáb
- námět: Vladimír Slavínský
- scénář: Miroslav Cikán, Jarka Mottl
- exteriéry:
  - Praha - Holešovice - ulice Františka Křižíka, kino Oko
  - Praha - Karlův most - schody na Kampu
- Režie: Miroslav Cikán

## Hrají
- Vladimír Ráž … Ing. Kohout
- Eva Marie Kavanová … Helena
- Robert Vrchota … Vašek Zuna
- Helena Kavalírová … Jarmila
- Vladimír Řepa … Tonda Klimeš
- Stanislav Neumann … číšník
- Světla Svozilová … teta Anička
- Jiří Valenta … učedník
- Josef Chvalina … Vedral
- Eman Fiala … fotograf
- František Hanus … ředitel továrny
- Jiřina Bílá … pradlena Pepina
- Emil Bolek … úředník NV
- Vítězslav Boček … role neurčena
- Rudolf ml. Deyl … vedoucí pracovník
- Miloš Hájek … magistrátní úředník
- Emil Kavan … kuchař
- Bohuslav Kupšovský … listonoš
- Stanislav Lužický … role neurčena
- Otto Motyčka … taxikář
- J. O. Martin … vrátný
- Jaroslav Malík … předseda závodní rady
- Hynek Němec … Fanda, člen závodní rady
- Zdenka Procházková … sekretářka
- Ladislav Sedláček … úředník
- Eva Svobodová … Holá
- Meda Valentová … vedoucí vinárny
- Karel Vavřík … člen závodní rady
- Stanislav Fišer … role neurčena
- Nina Ninon … žena s pískem
- Alois Dvorský … muž s bradkou
- Jaroslav Zrotal … host na svatbě
- Jana Koulová … květinářka
- Marie Grossová … teta Tonička
- Ladislav Janeček … řidič
- Josef Najman … starý dělník
- Josef Steigl … muž před národním výborem